# Frühnordarabische Schrift
Die Frühnordarabische Schrift (auch Altnordarabisch) ist ein in Nord- und Zentralarabien (Saudi-Arabien, Jordanien, Syrien),  vom 8. Jh. v. Chr. bis zum 6. Jahrhundert benutztes Konsonantenalphabet mit 29 Zeichen der frühnordarabischen Sprache. Die Frühnordarabische Schrift ist nahe mit der altsüdarabischen Schrift verwandt und gehört damit zum südlichen Zweig des semitischen Alphabets.
Die Buchstaben sind wenig einheitlich, nicht selten können identische Symbole für unterschiedliche Phoneme stehen. Auch die Schriftrichtung war nicht einheitlich: Die Buchstaben konnten sowohl als Bustrophedon als auch durchgängig von rechts nach links aneinandergereiht werden. Worttrennung erfolgte mittels eines Striches, nicht selten blieb sie aber unbezeichnet.
Im Juni 2014 wurde die Schrift im Standard Unicode 7.0 als Unicodeblock Altnordarabisch (U+10A80–U+10A9F) aufgenommen.